# Paul-Henri Mathieu
Paul-Henri Mathieu (Estrasburgo, 12 de Janeiro de 1982) é um tenista profissional francês.
Mathieu começou no tênis com apenas três anos de idade, e em 1997 já treinava para ser profissional na Flórida. No ano de 2000, Paul-Henri ganhou o Roland-Garros júnior, superando o espanhol Tommy Robredo.
Mathieu disputou seu primeito torneio do Grand Slam em 2001, alcançando as quartas-de-finais em Roland-Garros. Em 2002 decidiu o título da Copa Davis pela França contra a Rússia, mas acabou perdendo para Mikhail Youzhny na partida decisiva; em 2002 ainda ganhou em Lyon, vencendo Gustavo Kuerten na final. Nas temporadas seguintes, apenas conseguiu bons resultados, mas ainda não repetiu o feito de juvenil de ganhar um Grand Slam. Em 2008 conquista seu melhor ranking (12°) na ATP corrida de entradas.

## Desempenho em Torneios

### Simples

#### Finais Vencidas (4)
| Legenda                                                     |
| Grand Slam (0)                                              |
| Tennis Masters Cup ATP World Tour Finals (0)                |
| ATP Masters Series ATP World Tour Masters 1000 (0)          |
| ATP International Series Gold ATP World Tour 500 Series (0) |
| ATP International Series ATP World Tour 250 Series (4)      |

| Títulos por superfície |
| Dura (0)               |
| Grama (0)              |
| Saibro (2)             |
| Carpete (2)            |

| Nr. | Data                  | Torneio              | Superfície | Adversário na Final | Resultado        |
| 1.  | 6 de Outubro de 2002  | Moscou, Rússia       | Carpete    | Sjeng Schalken      | 4–6, 6–2, 6–0    |
| 2.  | 13 de Outubro de 2002 | Lyon, França         | Carpete    | Gustavo Kuerten     | 4–6, 6–3, 6–1    |
| 3.  | 29 de Abril de 2007   | Casablanca, Marrocos | Saibro     | Albert Montañés     | 6–1, 6–1         |
| 4.  | 15 de Julho de 2007   | Gstaad, Suíça        | Saibro     | Andreas Seppi       | 6–7(1), 6–4, 7–5 |

#### Finais Perdidas (4)
| Nr. | Data                   | Torneio            | Superfície | Adversário na Final | Resultado        |
| 1.  | 28 de Setembro de 2003 | Palermo, Itália    | Saibro     | Nicolás Massú       | 1–6, 6–2, 7–6(0) |
| 2.  | 14 de Outubro de 2007  | Moscou, Rússia     | Dura       | Nikolay Davydenko   | 7–5, 7–6(9)      |
| 3.  | 5 de Outubro de 2008   | Metz, França       | Dura       | Dmitry Tursunov     | 7–6(6), 1–6, 6–4 |
| 4.  | 26 de Julho de 2009    | Hamburgo, Alemanha | Saibro     | Nikolay Davydenko   | 6–4, 6–2         |

### Duplas

#### Finais Vencidas (1)
| Legenda                                                     |
| Grand Slam (0)                                              |
| Tennis Masters Cup ATP World Tour Finals (0)                |
| ATP Masters Series ATP World Tour Masters 1000 (0)          |
| ATP International Series Gold ATP World Tour 500 Series (0) |
| ATP International Series ATP World Tour 250 Series (1)      |

| Títulos por superfície |
| Dura (0)               |
| Grama (0)              |
| Saibro (1)             |
| Carpete (0)            |

| Nr. | Data                   | Torneio            | Superfície | Parceiro         | Adversários na Final                 | Resultado               |
| 1.  | 13 de Setembro de 2008 | Bucareste, Romênia | Saibro     | Nicolas Devilder | Mariusz Fyrstenberg Marcin Matkowski | 7–6(4), 6–7(9), [22–20] |